# Rockaway Capital
Rockaway Capital SE (někdy uváděno jako skupina Rockaway) je česká investiční skupina Jakuba Havrlanta. V roce 2021 vzrostla účetní hodnota aktiv společnosti na 6,4 mld. Kč, z toho 2,4 mld. Kč byla účetní hodnota podílu ve společnosti Rockaway Travel, která má 40 % podíl ve společnosti European Bridge Travel.
Orientuje se hlavně na e-commerce, a také na oblasti e-travel, fintech, médií, blockchainu a venture kapitálu.
Misí Rockaway je rozvíjet digitální ekonomiku vybraných trhů prostřednictvím budování, investování a akvizicí internetových společností.
Její motto zní „Hic Sunt Leones", což je latinská fráze, která se objevovala na starých mapách. Znamená „Zde jsou lvi“ a šlo o označení neprobádaného území, kam se člověk ještě neodvážil.

## Portfolio
Portfolio Rockaway Capital se dělí na následující vertikály:
- e-commerce & online grocery (např. podíl zhruba 2,6 % v Rohlik Group);
- publishing & media (např. KVIFF Group);
- Rockaway Ventures (např. Productboard);[7]
- Rockaway Blockchain (např. Solana).[7]

Nejvýznamnějšími společnostmi, které spadají do portfolia Rockaway Capital, jsou například:
- hudební festival Colours of Ostrava;[8]
- Mezinárodní filmový festival Karlovy Vary spadající pod KVIFF Group;[9]
- konzultační skupina Mind2Flo zaměřená na expertízu v médiích, obsahu, technologiích a e-commerce.[10][11]
- český internetový obchod s potravinami Rohlik.cz;[12]
- česká vydavatelská skupina Euromedia Group;[13]
- dominantní e-commerce platforma balkánského regionu Gjirafa.[14]

## Fondy Rockaway Capital

### Rockaway Ventures Fund
Rockaway Ventures Fund byl založen v roce 2021 a míří na startupy především ve střední a východní Evropě, které digitalizují tradiční průmysl a zároveň se řídí principy ekologického, společensky ohleduplného a odpovědně řízeného byznysu (ESG). Investuje do startupů a firem v pokročilejší fázi svého vývoje, kdy už mají reálný produkt i zákazníky a generují příjmy.
Do portfolia Rockaway Ventures Fund spadá například Productboard Huberta Palána a Daniela Hejla a Brand Embassy Vítka Horkého nebo také estonský startup Lingvist, a také německá společnost Vivere.
Kromě jiných, investoval Rockaway Ventures Fund v roce 2022 do řecké platformy na ojetiny Spotawheel, do německé platformy na plánování dovolených v kempech a rezervací obytných vozů Freeway Camper nebo do tuzemské platformy na pronájem karavanů Campiri.

### RockawayX
RockawayX (dříve Rockaway Blockchain Fund) je největší blockchainový fond v Evropě a soustřeďuje se na platformy, které blockchainové technologie dokážou propojit, nikoliv jen výhradně na kryptoměny.
Do portfolia RockawayX spadá například 1Inch, Solana, Sushiswap nebo Compound.
V květnu 2022 pořádal RockawayX konferenci Gateway to Cosmos zaměřenou na nové možnosti Cosmos Network, která byla největší in-person konferencí tohoto tématu.

## Exity Rockaway Capital
K nejvýraznějším firmám skupiny patřila Mall Group, která byla na začátku roku 2022 prodána polské skupině Allegro, spolu s logistickým operátorem WEDO.
Rockaway Capital byla také v minulosti zapojená například v následujících společnostech:
- crowdfundingová platforma Fundlift[24]
- online portál na pronájem a prodej nemovitostí bezrealitky.cz;[25][26]
- moderní pokladní systém storyous.com;[27]
- provizní prodejce finančních produktů chytryhonza.cz;[28][29]
- software, který integruje a analyzuje všechny příchozí požadavky od zákazníků napříč digitálními kanály brandembassy.cz.[30]
- online supermarket Košík.cz
- největší srovnávač ve střední a východní Evropě Heureka.cz;[31]
- německý online supermarket Bringmeister.de;[32]
- prodejce spotřební elektroniky Fast ČR;[33]
- online cestovní skupina Invia[34]